# White Oaks
White Oaks è una città fantasma della contea di Lincoln nello Stato del Nuovo Messico, negli Stati Uniti. Nel 1879, la città iniziò ad essere costruita quando un giacimento d'oro venne scoperto nei monti Jicarilla. La città si trova a nord di Carrizozo, lungo la State Road 349.
6 case sono state preservate come sembravano nel XIX secolo e nel 1970 la città fantasma fu designata National Historic Landmark.

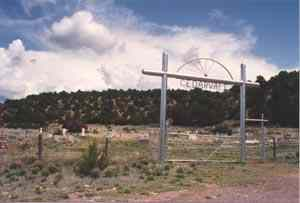
Ingresso del Cedarvale Cemetery

## Storia
Il primo deposito d'oro fu scoperto dal cercatore John J. Baxter nel 1879.
La città crebbe rapidamente quando era già nel 1880: quattro giornali, due alberghi, tre chiese, una scuola, diverse imprese, segherie, banche e alcuni saloon. La città aveva anche oltre cinquanta edifici residenziali permanenti. A quel tempo, era insolito che una città avesse quattro giornali.
Nel novembre 1880, la fuga dalla città da parte di Billy the Kid ne conseguì uno scontro a fuoco in cui il vice sceriffo della città, Jim Carlyle, fu ucciso e Billy the Kid riuscì a fuggire. Billy the Kid scrisse al governatore Lew Wallace per negare l'omicidio e disse anche che Jim Carlyle venne ucciso a causa del fuoco amico.
Susan McSween, "regina del bestiame del Nuovo Messico", era colei che possedeva il "Three Rivers Ranch", proprietaria di 5000 mucche. Quando suo marito morì nella guerra della contea di Lincoln nel 1878, prese in mano l'azienda. Vendette il ranch nel 1902 quando si trasferì in città e visse lì fino alla sua morte nel 1931.
Nel Cedarvale Cemetery sono sepolti molti personaggi famosi del selvaggio West, come il governatore William C. McDonald e Susan McSween, la "regina del bestiame del Nuovo Messico".
Nel 1890 fu costruita una ferrovia che andò a Carrizozo invece di White Oaks e che portò molte persone dalla città a trasferirsi. Nei primi anni 1900, le miniere erano completamente chiuse. Poi la città fu abbandonata e divenne una città fantasma.